# Мандола
Мандола — італійський струнний щипковий музичний інструмент. Належить до сімейства лютні. 

## Будова
Мандола має 4 здвоєні струни, настроєні в унісон. Лад — квінтовий (c, g, d, a) (на квінту нижче від мандоліни).
Довжина приблизно 42–44 см. 
На мандолі, як правило, грають плектром.

## Історія
Відома з XII–XIII століття. З XVIII століття — альтовий різновид мандоліни.
Найчастіше мандолу використовували в народній музиці як акомпануючий інструмент (зокрема в італійській народній музиці). 
Віднедавна її використовують в традиційній ірландській, французькій, шведській музиці, хоча й значно рідше, ніж сучасні моделі бузуки.